# Споња-Споњета (Л'Аквила)
Споња-Споњета (итал. Spogna-Spognetta) је насеље у Италији у округу Л'Аквила, региону Абруцо.
Према процени из 2011. у насељу је живело 28 становника. Насеље се налази на надморској висини од 971 м.